# Дивата круша
„Дивата круша“ (на турски: Ahlat Agaci) е игрален филм (драма), копродукция на Турция, Франция, Германия, България, Северна Македония, Босна и Херцеговина, Швеция и Катар от 2018 година, на режисьора Нури Билге Джейлан, по сценарий на Акин Аксъ, Ебру Джейлан и Нури Билге Джейлан. Оператор е Гьокхан Тиряки. Използвана е музиката на Йохан Себастиан Бах.

## Сюжет
За някои хора селото е място за бягство, където всички надежди се сливат със самотата. Това е едно безгранично пространство, в което мечти и желания стават едно с отчаянието, също като съдбите на всички бащи и синове...
Синан е страстен любител на литературата и винаги е искал да стане писател. Той се връща в селото, в което е роден, за да се посвети на това да събере нужните му пари, за да издаде свое произведение. Уви, дълговете на баща му го застигат...
.

## Производство
Снимките на филма започват през септември 2016 година в района на Енидже (провинция Чанаккале) и продължават в селата Торхасан и Асмали, а също и в крайморския град Чанаккале. Те продължават в продължение на три и половина месеца..

## Състав

### Актьорски състав
| Изпълнител         | Роля          |
| ------------------ | ------------- |
| Айдън Доу Демиркол | Синан Карасу  |
| Мурат Джемджир     | Идрис Карасу  |
| Бену Йълдъръмлар   | Асуман Карасу |
| Хазар Ергючлю      | Хатидже       |
| Серкан Кескин      | Сюлейман      |
| Тамер Левент       | дядо Реджеп   |
| Акън Аксу          | имам Вейсел   |
| Юнер Еркан         | имам Назми    |
| Ахмет Ръфат Шунгар | Али Риза      |
| Кубилай Тунчер     | Илхами        |
| Кадир Чермик       | майор Аднан   |
| Юзай Фехт          | баба Хайрие   |
| Ерджумент Балаколу | дядо Рамазан  |
| Асена Кескинджи    | Ясемин Карасу |
| Сенкар Сагдич      | Невзат        |

## Номинации
- Номинация за „Златна палма“ - Кан, Франция - 2018 г.